# Liocarcinus depurator
Espèce
Synonymes
- Portunus plicatus Risso, 1816

Liocarcinus depurator, l’Étrille à pattes bleues, est une espèce de crabes de la famille des Carcinidae, des Polybiidae ou des Portunidae selon les classifications.
Cette espèce a été classée au cours de l'histoire dans plusieurs autres genres : Cancer, Polybius, Macropipus, Portunus.

## Distribution
Ce crabe vit en Manche, Atlantique nord-est et en Méditerranée.

## Référence
- Linnaeus, 1758 : Systema naturae per regna tria naturae, secundum classes, ordines, genera, species, cum characteribus, differentiis, synonymis, locis, ed. 10 (texte intégral).